# Discographie de Timbaland à la production

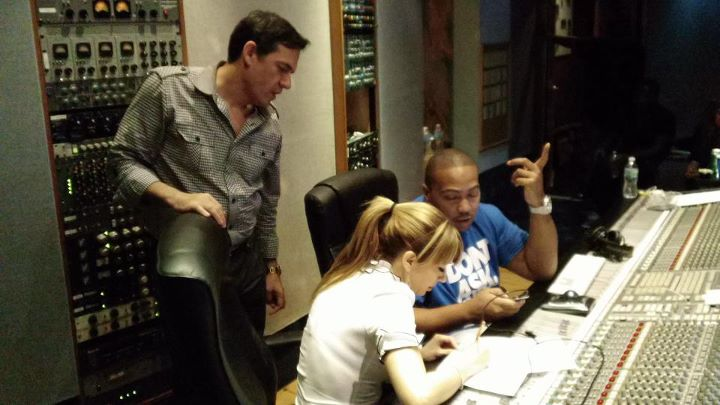
Timbaland.

Cette page présente la discographie complète du rappeur-producteur Timbaland en tant que producteur.

## 1991

### S.B.I. (Surrounded By Idiots) -Surrounded By Idiots (Session studio)
- Skull, Caps & Strip Shirts
- If Ur Freaky Baby
- It's Like That
- Fess Up (feat. GY)
- Oh Catherine

(Timbaland est alors crédité comme DJ Timmy Tim)

## 1993

### Jodeci-Diary of a Mad Band
- In the Meanwhile (feat. Timbaland)
- Sweaty (feat. Missy "Misdemeanor" Elliott of Sista)

## 1994

### Jodeci-What About Us(VLS)
- What About Us (feat. Magoo)

### Sista -4 All the Sistas Around da World
1. Intro Talk (4 All The Sistas Around Da World) (feat. DeVante Swing)
2. Hip Hop
3. Slow Down (feat. DeVante Swing)
4. Wfro (Skit)
5. Sweat You Down
6. DeVante At The Payphone (Skit)
7. Find My Love
8. I Wanna Know
9. Hit U Up
10. 125th Street
11. Big Shann & Timbaland at the Train Stop (Skit)
12. I Don't Mind
13. Secret Admirer
14. Sista Bounce
15. Swing Thing (feat. DeVante Swing)
16. Brand New
17. I Wanna be with U
18. Good Thang
19. Feel of Your Lips (feat. Mary J. Blige & K-Ci)
20. Sista Mack (Skit)

### Sista -Brand New (CDS)
- Brand New (Timbaland's Beemer Mix)

## 1995

### Jodeci-The Show, The After Party, The Hotel
- Bring On Da' Funk (feat. Timbaland)
- Time & Place

### Bande originale d'Esprits rebelles
- Mr. Dalvin & Static Major - True O.G.

## 1996

### Aaliyah-One In A Million
- 01. Beats 4 da Streets (Intro) (feat. Missy Elliott)
- 02. Hot Like Fire (feat. Timbaland & Missy Elliott)
- 03. One In A Million
- 05. If Your Girl Only Knew (feat. Timbaland)
- 08. 4 Page Letter
- 13. Heartbroken
- 14. Never Comin' Back
- 15. Ladies In Da House (feat. Timbaland & Missy Elliott)
- 17. Came To Give Love (Outro) (feat. Timbaland)

### Aaliyah-If Your Girl Only Knew(CDS)
- If Your Girl Only Knew (Timbaland Remix) (feat. Missy Elliott)

### Ginuwine-Ginuwine...the Bachelor
- 01. Pony
- 02. Tell Me Do U Wanna
- 03. Holler (featuring Nikki)
- 04. Hello
- 05. Lonely Daze
- 06. Ginuwine 4 Ur Mind
- 07. Only When Ur Lonely
- 08. I'll Do Anything/I'm Sorry (featuring Timbaland)
- 09. World Is So Cold
- 10. When Doves Cry
- 11. G. Thang (featuring Missy Elliott & Magoo)
- 18. 550 What? (featuring Timbaland)

### Terri & Monica(en)-Sexuality
- 00. Sexuality (Timbaland Street Remix) (feat. Missy Elliott)

### Babyface-This Is for the Lover in You(CDS)
- 00. This Is for the Lover in You (Timbaland Remix) (feat. LL Cool J)

### 702-Steelo (CDS)
- 00. Steelo (Timbaland Remix)

### Virginia Williams
- Without U (feat. Timbaland)

## 1997

### Aaliyah-4 Page Letter(CDS)
- 4 Page Letter (Radio Edit)
- 4 Page Letter (Quiet Storm Remix)
- 4 Page Letter (Timbaland's Main Mix)
- Death of a Playa (feat. Rashad Haughton)

### Missy Elliott-Supa Dupa Fly
- 01. Busta's Intro (feat. Busta Rhymes)
- 02. Hit 'Em Wit Da Hee (feat. Lil' Kim & Mocha)
- 03. Sock It 2 Me (feat. Da Brat)
- 04. The Rain (Supa Dupa Fly)
- 05. Beep Me 911 (feat. 702 & Magoo)
- 06. They Don't Wanna F*** Wit Me (feat. Timbaland)
- 07. Pass da Blunt
- 08. Bite Our Style - Interlude
- 09. Friendly Skies (feat. Ginuwine)
- 10. Best Friends (feat. Aaliyah)
- 11. Don't Be Commin' (In My Face)
- 12. Izzy Izzy Ahh
- 13. Why You Hurt Me
- 14. I'm Talkin'
- 15. Gettaway (feat. Space & Nicole)
- 16. Busta's Outro (feat. Busta Rhymes)
- 17. Missy's Finale

### Adina Howard-Welcome to Fantasy Island
- 06. Sexual Needs

### Janet Jackson-Go Deep(CDS)
- 00. Go Deep (Timbaland Remix) (feat. Missy Elliott)
- 00. Go Deep (Timbaland Extended Remix) (feat. Missy Elliott)

### Bande originale deBooty Call
- 01. SWV - Can We (feat. Missy Elliott)

### Bande originale d'Argent comptant
- 05. Lil' Kim - Money Talks (feat. Andrea Monica Martin (en)[1])

### Timbaland and Magoo-Welcome to Our World
- 01. Beep Beep
- 02. Feel It
- 03. Up Jumps da Boogie (feat. Missy Elliott & Aaliyah)
- 04. Clock Strikes
- 05. 15 After da Hour
- 06. Ms. Parker - Interlude
- 07. Luv 2 Luv U (Remix) (feat. Shaunta Montgomery & Playa)
- 08. Luv 2 Luv U (feat. St. Nick & Playa)
- 09. Smoke in da Air (feat. Playa)
- 10. Intro Buddha - Interlude
- 11. Peepin' My Style
- 12. Writtin' Rhymes
- 13. Deep in Your Memory
- 14. Clock Strikes (Remix)
- 15. Sex Beat - Interlude
- 16. Man Undercover (feat. Aaliyah)
- 17. Joy (feat. Ginuwine & Playa)
- 18. Up Jumps da Boogie (Remix) (feat. Missy Elliott)

### Usher-You Make Me Wanna...
- You Make Me Wanna... (Timbaland Remix)

## 1998

### Playa-Cheers 2 U
- 02. Don't Stop the Music
- 03. All The Way
- 04. Everybody Wanna Luv Somebody
- 08. Cheers 2 U
- 09. Ms. Parker (feat. Missy Elliott)
- 10. Top of the World
- 12. I'll B 2 C U

### Bande originale deDocteur Dolittle
- 03. Aaliyah - Are You That Somebody? (feat. Timbaland)
- 04. Ginuwine - Same Ol' G
- 05. All Saints - Lady Marmalade (Timbaland Remix)
- 06. Timbaland - Da Funk
- 08. Playa - Your Dress

### Nicole-Make It Hot
- 06. Make It Hot (feat. Missy Elliott & Mocha)

### Bande originale deWhy Do Fools Fall in Love
- 01. Gina Thompson (en) - Why Do Fools Fall in Love (feat. Mocha)
- 02. Destiny's Child - Get on the Bus (feat. Timbaland)
- 03. Coko (en) - He Be Back (feat. Missy Elliott)
- 05. Missy Elliott & Busta Rhymes - Get Contact
- 12. Total - What the Dealio? (feat. Missy Elliott)

### Jay-Z-Vol. 2... Hard Knock Life
- 05. Nigga What, Nigga Who (Originator 99) (feat. Big Jaz)
- 10. Paper Chase (feat. Foxy Brown)

### Xscape-My Little Secret
- 00. My Little Secret (Timbaland Remix)

### Timbaland-Tim's Bio: Life from da Bassment
- 01. Intro
- 02. I Get It On (featuring Bassey)
- 03. To My (featuring Nas & Mad Skillz)
- 04. Here We Come (featuring Magoo & Missy Elliott)
- 05. Wit' Yo' Bad Self (featuring Mad Skillz)
- 06. Lobster and Shrimp (featuring Jay-Z)
- 07. What Cha Know About This (featuring Mocha & Babe Blue)
- 08. Can't Nobody (featuring 1 Life 2 Live & Lil' Man)
- 09. What Cha' Talkin' About (featuring Magoo, Static & Lil' Man)
- 10. Put 'Em On (featuring Yaushameen Michael & Static)
- 11. Fat Rabbit (featuring Ludacris)
- 12. Who Am I (featuring Twista)
- 13. Talking on the Phone (featuring Keli Nicole Price, Missy Elliott & Lil' Man)
- 14. Keep It Real (featuring Ginuwine)
- 15. John Blaze (featuring Aaliyah & Missy Elliott)
- 16. Birthday (featuring Playa)
- 17. 3:30 in the Morning (featuring Virginia Williams)
- 18. Outro
- 19. Bringin' It (featuring Troy "Alias" Mitchell)

### Total-Kima, Keisha, and Pam]
- 01. Trippin' (feat. Missy Elliott)
- 09. What About Us? (feat. Missy Elliott)

## 1999

### Ginuwine-100% Ginuwine
- 01. Little Kidz
- 02. Little Man's Bangin Lude
- 03. What's So Different
- 04. So Anxious
- 05. None of Ur Friends Business/Interlude
- 06. Wait a Minute
- 08. Do You Remember/Interlude
- 09. No. 1 Fan
- 10. Final Warning (feat. Aaliyah)/Interlude
- 11. I'm Crying Out
- 12. Two Sides to a Story
- 13. Same Ol' G
- 15. Toe 2 Toe

### Bande originale deLes Stubbs(The PJs: Music from & Inspired by the Hit Television Series)
- Timbaland & Bassy - Talkin' Trash

### Nas-I Am...
- 08. You Won't See Me Tonight (feat. Aaliyah)

### Bande originale deAustin Powers 2: L'Espion qui m'a tirée(Austin Powers: The Spy Who Shagged Me Soundtrack)
- 05. Melanie B - Word Up!
- 00. Melanie B - Word Up! (Timbaland's Dance Mix)

### Missy Elliott-Da Real World
- 01. Mysterious (Intro)
- 02. Beat Biters
- 03. Busa Rhyme (feat. Eminem)
- 04. All N My Grill (feat. Big Boi (OutKast) & Nicole Wray)
- 05. Dangerous Mouths (feat. Redman)
- 06. Hot Boyz
- 07. You Don't Know (feat. Lil' Mo)
- 08. Mr. D.J. (feat. Lady Saw)
- 09. Checkin' for You - Interlude (featuring Lil' Kim)
- 10. Stickin' Chickens (feat. Aaliyah & Da Brat)
- 11. Smooth Chick
- 12. We Did It
- 13. Throw Your Hands Up - Interlude (feat. Lil' Kim)
- 14. She's A B****
- 15. U Can't Resist (feat. Juvenile & B.G.)
- 16. Crazy Feelings (feat. Beyoncé Knowles)
- 17. Religious Blessing (Outro)
- 18. All N My Grill (feat. MC Solaar) (titre bonus pour la France)

### Nas-Nastradamus
- 14. You Owe Me (feat. Ginuwine)

### Jay-Z-Vol. 3... Life and Times of S. Carter
- 06. It's Hot (Some Like It Hot)
- 07. Snoopy Track (feat. Juvenile)
- 11. Big Pimpin' (feat. UGK)
- 13. Come And Get Me
- 16. Is That Yo Bitch (feat. Missy Elliott, Twista & Memphis Bleek) (titre bonus pour le Royaume-Uni)

### Ginuwine-DJ Whoo Kid: The Afterparty V8
- 00. Wine

### 1 Life 2 Live
- 00. Keep It Movin'

### The LOX-We Are the Streets
- 15. Ryde or Die, Bitch (feat. Timbaland & Eve)

## 2000

### Eminem-Off The Wall
- 06. Tylenol Island

### Take 5 -Against All Odds
- 02. Hottie

### Bande originale deRoméo doit mourir
- 01. Aaliyah - Try Again
- 05. Timbaland & Magoo - We at It Again
- 06. Aaliyah - Are You Feelin' Me?
- 08. Ginuwine - Simply Irresistible

### Da Brat-Unrestricted
- 01. Intro (feat. Twista & Millie Jackson) (produit avec Jermaine Dupri)

### Bande originale deLa Famille foldingue
- 02. Jay-Z - Hey Papi (feat. Memphis Bleek & Amil)

### Ludacris-Back for the First Time
- 16. Phat Rabbit

### Mack 10-The Paper Route
- 03. Nobody (feat. Ice Cube, WC & Timbaland)

### K-Ci & JoJo-X
- 05. Game Face

### Snoop Dogg-Tha Last Meal
- 03. Snoop Dogg (What's My Name Pt. 2)
- 07. Set It Off (feat. The Lady of Rage, MC Ren, Ice Cube & Nate Dogg)

### Outsiderz 4 Life -Outsiderz 4 Life
- 03. College Degree (feat. Sincere)
- 13. Who R U (Timbaland Remix)
- 00. Wrong Side Of the Bed

### Skillz-Ghost Writer / Together / 1, 2 Theory(Vinyl)
- 00. Together - (feat Timbaland)

### Torrey Carter-The Life I Live
- 06. We Gon' Do
- 09. Same Ol' (feat. Missy Elliott)
- 00. O.K. (feat. Missy Elliott, Trick Daddy, & Petey Pablo)

## 2001

### Bande originale deHors limites(Exit Wounds)
- 14. Outsiderz 4 Life - Hell Yeah (Remix)

### Bande originale deMoulin Rouge
- 09. Beck - Diamond Dogs feat. Timbaland

### Ginuwine-The Life
- 09. That's How I Get Down (feat. Ludacris)
- 19. So Anxious (Timbaland's Anxiety Mix) (titre bonus CD)

### Missy Elliott-Miss E… So Addictive
- 02. Dog In Heat (feat. Redman & Method Man) (coproduit par Missy Elliott)
- 03. One Minute Man (feat. Ludacris) (coproduit par Missy Elliott & Big Tank)
- 04. Lick Shots (coproduit par Missy Elliott)
- 05. Get Ur Freak On (coproduit par Missy Elliott)
- 06. Scream a.k.a. Itchin' (coproduit par Missy Elliott)
- 07. Old School Joint (coproduit par Missy Elliott)
- 08. Take Away (feat. Ginuwine) (coproduced by Craig Brockman & Missy Elliott)
- 09. 4 My People (feat. Eve) (produit par Nisan Stewart, D-Man, coproduit par Missy Elliott, production additionnelle par Timbaland)
- 10. Bus-A-Bus - Interlude (feat. Busta Rhymes) (coproduit par Missy Elliott)
- 11. Whatcha Gon' Do (feat. Timbaland) (coproduit par Missy Elliott)
- 12. Step Off (coproduit par Missy Elliott)
- 13. X-Tasy (coproduit par Missy Elliott)
- 14. Slap! Slap! Slap! (feat. Da Brat & Ms. Jade) (coproduit par Missy Elliott)
- 15. I've Changed - Interlude (feat. Lil' Mo) (coproduit par Missy Elliott)
- 16. One Minute Man (Remix) (feat. Jay-Z) (coproduit par Missy Elliott)

### Bande originale deLara Croft: Tomb Raider
- 04. Missy Elliott - Get Ur Freak On (Remix) (feat. Nelly Furtado)

### Aaliyah-ΛΛLIYΛH
- 01. We Need a Resolution (feat. Timbaland)
- 04. More Than a Woman
- 06. I Care 4 U
- 15. Try Again (titre bonus pour l'Australie)
- 21. Loose Rap Remix (instrumentale seulement)
- 00. Time (non commercialisée)

### Mocha -Bella Mafia(non commercialisé)
- 00. Mardi Gras (feat. Missy Elliott & Lil' Mo)
- 00. Talkin' Crazy (feat. Timbaland)
- 00. Runnin' Shit (feat. Timbaland)
- 00. Mocha Kiss
- 00. Thug Girl
- 00. Women Wit
- 00. Shaka Zulu

### Nicole-Elektric Blue(non commercialisé)
- 00. Bangin' (Don't Lie) (feat. Prodigy)

### Jadakiss-Kiss tha Game Goodbye
- 09. Nasty Girl (feat. Carl Thomas)

### Nelly Furtado-Turn Off The Lightsingle
- 03. Turn Off The Light (Timbaland Remix) (feat. Ms. Jade) (coproduit par Scott Storch)

### Jay-Z-The Blueprint
- 07. Hola' Hovito

### Fabolous-Ghetto Fabolous
- 08. Right Now and Later On

### Bubba Sparxxx-Dark Days, Bright Nights
- 01. Take Off
- 02. Ugly
- 04. Bubba Talk
- 05. Lovely
- 08. Get Right
- 09. Open Wide
- 11. Twerk a Little

### Petey Pablo-Diary of a Sinner: 1st Entry
- 03. Raise Up
- 04. I
- 05. I Told Y'all
- 08. Funroom (feat. Tweet)
- 13. Raise Up (All Cities Remix)

### Southernaire All Stars -Unreleased tracks
- 00. I Believe (feat. Static)
- 00. Ghetto (feat. Static of Playa)

### Timbaland&Magoo-Indecent Proposal
- 01. Intro (featuring DJ S&S)
- 02. Drop (featuring Fatman Scoop)
- 03. All Y'all (featuring Sebastian & Tweet)
- 04. It's Your Night (featuring Sebastian & Sin
- 05. Indian Carpet (featuring Static)
- 06. Party People (featuring Jay-Z & Twista)
- 07. People Like Myself (featuring Static)
- 08. Voice Mail - Interlude (produit avec Craig Brockman)
- 09. Serious (featuring Petey Pablo)
- 10. Roll Out (featuring Petey Pablo & Sebastian)
- 11. Love Me (featuring Tweet & Petey Pablo) (produit avec Craig Brockman)
- 12. Baby Bubba (featuring Petey Pablo)
- 13. In Time (featuring Ms. Jade & Mad Skillz)
- 14. Mr. Richards – Interlude (featuring Petey Pablo)
- 15. Considerate Brotha (featuring Ludacris)
- 16. Beat Club (featuring Troy Mitchell, Sin & Sebastian )
- 17. I Am Music (featuring Aaliyah & Static)

### Ludacris-Word of Mouf
- 02. Rollout (My Business)

### Limp Bizkit-New Old Songs
- 02. Take a Look (Timbaland Remix) (feat. E-40 & 8Ball)
- 07. Rearranged (Timbaland Remix) (feat. Bubba Sparxxx)

### Ruff Ryders-Ryde or Die Vol. 3: In the “R” We Trust
- 03. "They Ain't Ready" (ft. Jadakiss & Bubba Sparxxx)

### No Doubt-Rock Steady
- 00. It's A Fight (non utilisée)

## 2002

### Aaliyah-I Care 4 U
- 02. Are You That Somebody?
- 03. One In A Million
- 04. I Care 4 U
- 05. More Than a Woman
- 06. Don't Know What To Tell Ya
- 07. Try Again
- 15. We Need a Resolution (feat. Timbaland) (titre bonus)

### Destiny's Child-This Is the Remix
- 04. Say My Name (Timbaland Remix)

### Tweet-Southern Hummingbird
- 07. Oops (Oh My) (feat. Missy Elliott)
- 08. Make Ur Move
- 12. Heaven (produit par Tweet, production additionnelle Craig Brockman et Timbaland)
- 13. Call Me
- 16. Sexual Healing (Oops Pt. 2) (feat. Ms. Jade)

### Truth Hurts-Truthfully Speaking
- 12. Real (coproduit par Scott Storch)

### Rell-It's Obvious (CDS)
- 01. It's Obvious (feat. Jay-Z)

### The Remix FM
- 09. Lenny Kravitz - American Woman (Timbaland Remix)

### Mack 10-Mack 10 Presents da Hood
- 13. Life as a Gangsta
- 14. Nobody Hoo Bangin Style

### Karen Clark Sheard-2nd Chance
- 06. Higher Ground (feat Missy Elliott, Yolanda Adams, Kim Burrell, Dorinda Clark Cole, Mary Mary & Tweet) - 5:01

### Shade Sheist-Informal Introduction
- 08. Money Owners (feat. Timbaland)

### Pastor Troy -Universal Soldier
- 03. Are We Cuttin' (feat. Ms. Jade)
- 06. Tell 'Em It's On (feat. Timbaland)

### Ms. Jade-Girl Interrupted
- 01. Intro
- 02. Jade's a Champ
- 03. She's a Gangsta
- 05. Ching Ching (feat. Nelly Furtado & Timbaland)
- 06. Get Away (feat. Nesh)
- 07. Ching Ching – Part 2 (feat. Timbaland)
- 08. Step Up
- 09. Interlude
- 10. Count It Off (feat. Jay-Z)
- 11. Really Don't Want My Love (feat. Missy Elliott)
- 12. Dead Wrong (feat. Nate Dogg)
- 13. Feel The Girl
- 14. Big Head
- 15. Different
- 16. Why You Tell Me That (feat. Lil' Mo)
- 17. Damn Right (Japanese Bonus Track)

### Justin Timberlake-Justified
- 03. (Oh No) What You Got
- 05. Cry Me a River (coproduit par Scott Storch)
- 10. (And She Said) Take Me Now (feat. Janet Jackson) (coproduit par Scott Storch )
- 11. Right for Me (feat. Bubba Sparxxx)

### Missy Elliott-Under Construction
- 01. Go to the Floor
- 02. Bring the Pain (feat. Method Man)
- 03. Gossip Folks (feat. Ludacris)
- 04. Work It
- 05. Back in the Day (feat. Jay-Z)
- 06. Funky Fresh Dressed (feat. Ms. Jade)
- 09. Slide
- 10. Play That Beat
- 11. Ain't That Funny
- 12. Hot
- 14. Work It (Remix) (feat. 50 Cent)

### Jay-Z-The Blueprint²: The Gift & The Curse

#### The Gift
- 06. What They Gonna Do (feat. Sean Paul)
- 10. The Bounce (feat. Kanye West)

#### The Curse
- 09. 2 Many Hoes

### TLC-3D
- 09. Dirty Dirty

### Baby aka #1 Stunna-Birdman
- 08. Baby You Can Do It (feat. Toni Braxton)

## 2003

### DJ Enuff and Timbaland Present Bubba Sparxxx and the Muddkatz -New South: The Album B4 the Album Mixtape
- 01. Ms. Jade – New South Intro
- 02. Bubba Sparxxx, Attitude & Duddy Ken – Talk 2 Me Betty
- 03. Duddy Ken & Attitude – Valet
- 04. Bubba Sparxxx, Attitude & Duddy Ken – Cranky Up
- 05. Bubba Sparxxx, Timbaland, Duddy Ken & Attitude – Band Leader
- 06. Attitude – Tell Me Ya Wit It
- 07. Bubba Sparxxx & Baby – Tell Me About the South
- 08. Bubba Sparxxx & Polo (Jim Crow) – Put It on Me
- 09. Ricky Rucker – That’s Him
- 10. Ms. Jade, Bubba Sparxxx, Native & Ricky Rucker – Who the Fuck Is This
- 11. Bubba Sparxxx – Ut Ho
- 12. Bubba Sparxxx – Easy
- 13. Bubba Sparxxx & Timbaland – In da Mud
- 14. Bubba Sparxxx – New South Freestyle 1
- 15. Bubba Sparxxx – New South Freestyle 2
- 16. Sebastian & Bubba Sparxxx – Special
- 17. Petey Pablo & Kiley Dean – Gun Line
- 18. Bubba Sparxxx, Ricky Rucker & Attitude – Reinfected
- 19. Kiley Dean – Country Till I Die

### Playa-Never Too Late(non commercialisé)
- 00. Never Too Late
- 00. Grateful
- 00. Island Girl (feat. Timbaland)
- 00. Well Meet Again
- 00. Wrong Side of the Bed
- 00. I'm Available
- 00. Lust

### Solange-Solo Star
- 04. Get Together

### Lil' Kim-La Bella Mafia
- 08. The Jump Off (feat. Mr. Cheeks)

### Mýa-Moodring
- 04. Step (produit par Missy Elliott, coproduit par Timbaland)

### Skillz-I Ain't Mad No More
- 01. Off the Wall

### Bubba Sparxxx-Deliverance
- 02. Jimmy Mathis
- 03. Comin’ Round
- 04. She Tried
- 05. Nowhere (feat. Kiley Dean)
- 06. Overcome
- 07. Warrant – Interlude
- 08. Warrant
- 10. Deliverance
- 11. Hootnanny (feat. Justin Timberlake)
- 12. Take a Load Off
- 14. My Tone

### Obie Trice-Cheers
- 07. Bad Bitch (feat. Timbaland)
- 00. I'm A Hustler (feat. 50 Cent) (non utilisée)

### Jay-Z
- 03. Get Off Minez (Get Off My Shit)

### Foxy Brown-Ill Na Na 2: The Fever
- 00. Ice (featuring Nelly Furtado) (coproduit par Young Gavin)

### Jay-Z-The Black Album
- 06. Dirt Off Your Shoulder

### Timbaland&Magoo-Under Construction, Part II
- 01. Intro/Straight Outta Virginia
- 02. Cop That Shit (feat. Missy Elliott)
- 03. Shennanigans (feat. Bubba Sparxxx)
- 04. Leavin' (feat. Attitude)
- 05. That Shit Ain't Gonna Work
- 07. Indian Flute (feat. Sebastian & Raje Shwari)
- 08. Can We Do It Again
- 09. Naughty Eye (feat. Raje Shwari)
- 10. N 2 Da Music (feat. Brandy)
- 11. Hold On (feat. Wyclef Jean)
- 12. Insane (feat. Candice Nelson)
- 13. Throwback
- 14. Hold Cutz
- 15. I Got Luv 4 Ya
- 16. Naughty Eye II (Hips) (feat. Beenie Man)

### Missy Elliott-This Is Not a Test!
- 01. Baby Girl Interlude/Intro (feat. Mary J. Blige) (coproduit par Missy Elliott)
- 02. Pass That Dutch (coproduit par Missy Elliott)
- 03. Wake Up (feat. Jay-Z) (coproduit par Missy Elliott)
- 04. Keep It Movin (feat. Elephant Man) (coproduit par Missy Elliott)
- 06. I’m Really Hot (coproduit par Craig Brockman & Missy Elliott)
- 08. Don’t Be Cruel (feat. Monica & Beenie Man) (coproduit par Missy Elliott)
- 09. Toyz (coproduit par Craig Brockman & Missy Elliott)
- 10. Let It Bump (coproduit par Missy Elliott)
- 11. Pump It Up (feat. Nelly) (coproduit par Missy Elliott)
- 13. Let Me Fix My Weave (coproduit par Missy Elliott)
- 14. Spelling Bee Interlude/Spelling Bee (coproduit par Missy Elliott)
- 16. Outro (feat. Mary J. Blige) (coproduit par Missy Elliott)

### Alicia Keys-The Diary of Alicia Keys
- 03. Heartburn (produit avec Alicia Keys)

### Kiley Dean-Simple Girl(non commercialisé)
- 02. Cross the Line
- 03. Make Me a song
- 04. No
- 05. Just Like That
- 06. Kiss Me Like That
- 07. Keep It Movin'
- 08. America
- 09. War Song
- 10. Simple Girl
- 11. As Days Gone By
- 13. Stay Away from My Boyfriend
- 14. Busy
- 17. Lovin You (titre bonus)
- 00. My Own

### Zane -The Big Zane Theory
- 04. Bounce

### Nate Dogg-Nate Dogg
- 08. Gott Damn Shame (feat. Timbaland)
- 20. Dead Wrong (feat. Ms. Jade & Timbaland) (titre bonus)
- 00. Born To Mac (feat. Timbaland & Ms. Jade) (non commercialisée)

### Kelis- non commercialisé
- 00. Running Mate

## 2004

### Petey Pablo-Still Writing in My Diary: 2nd Entry
- 08. Get on Dis Motorcycle (feat. Bubba Sparxxx) (produit avec Scott Storch)
- 09. Break Me Off (feat. Missy Elliott)

### Brandy-Afrodisiac
- 02. Afrodisiac
- 03. Who Is She 2 U
- 05. I Tried
- 07. Focus
- 08. Sadiddy
- 09. Turn It Up
- 12. Come as You Are
- 13. Finally
- 15. Should I Go
- 16. Sirens (feat. Timbaland) (titre bonus)
- 17. Nodding Off (titre bonus)
- 00. Adios (feat. Timbaland & Sean Paul) (non commercialisé)
- 00. Black Pepper (non commercialisé)
- 00. Hush (feat. D.O.E.) (non commercialisé)
- 00. Bones (non commercialisé)

### Cee Lo Green-Cee-Lo Green... Is the Soul Machine
- 05. I'll Be Around (feat. Timbaland)

### Jazmine Sullivan
- 00. Backstabbers (feat. Missy Elliott)

### Knoc-Turn'al-The Way I Am
- 14. Have Fun

### Lloyd Banks-The Hunger for More
- 06. I'm So Fly (coproduit par Danja)

### Beenie Man-Back to Basics
- 11. All Girls Party

### Unity: album officiel desJeux olympiques d'été de 2004
- 03. Timbaland, Kiley Dean & Utada - By Your Side

### LL Cool J-The DEFinition
- 01. Headsprung (feat. Timbaland)
- 02. Rub My Back
- 06. Every Sip (feat. Candice Nelson)
- 08. Can't Explain It (feat. Candice Nelson)
- 09. Feel the Beat
- 10. Apple Cobbler

### Bande originaleGang de requins
- 03. Timbaland & Justin Timberlake - Good Foot (coproduit par Danja)

### Shawnna-Worth tha Weight
- 05. Shake Dat Shit (feat. Ludacris)

### Utada-Exodus
- 03. Exodus '04 (coproduit par Danja)
- 12. Wonder 'Bout
- 13. Let Me Give You My Love (coproduit par Danja)

### Jacki-O-Poe Little Rich Girl
- 07. Slow Down

### Jay-Z&Linkin Park-Collision Course
- 01. Dirt Off Your Shoulder/Lying from You
- 02. Big Pimpin'/Papercut
- 03. Jigga What/Faint

### Ludacris-The Red Light District
- 01. Intro
- 07. The Potion

### Xzibit-Weapons of Mass Destruction
- 09. Hey Now (Mean Muggin') (feat. Keri Hilson) (coproduit par Danja)

## 2005

### N.O.R.E.-1 Fan A Day
- 00. Get Down (coproduit par Danja)
- 00. 4 a Minute (feat. D.O.E. & Nature)

### Papoose-Mixtape Murder (Runnin' The City)
- 10. That's a Good Look

### Sebastian
- 00. Take It Off (feat. Timbaland)
- 00. Take It Off (Part 2) (feat. Timbaland)

### The Game-The Documentary
- 09. Put You On The Game (coproduit par Danja)

### Jennifer Lopez-Rebirth
- 10. He'll Be Back (coproduit par Danja)

### The Black Eyed Peas-Monkey Business
- 03. My Style (feat. Justin Timberlake) (coproduit par Danja)

### Fat Joe-All or Nothing
- 11. Everybody Get Up

### Missy Elliott-The Cookbook
- 01. Joy (feat. Mike Jones) (produit avec Missy Elliott)
- 02. Partytime (produit avec Missy Elliott)

### The Pussycat Dolls-PCD
- 03. Wait a Minute (feat. Timbaland) (production additionnelle par Ron Fair)

### Ray J-Raydiation
- 11. Unbelievable (feat. Shorty Mack, Detail & Gangsta Girl)

### Jamie Foxx-Unpredictable
- 05. Can I Take U Home

### XXX 2: The Next Level
- 09. Here We Go - Dirtbag & Timbaland

## 2006

### Bubba Sparxxx-The Charm
- 11. Hey (A Lil Gratitude)

### Nelly Furtado-Loose
- 01. Afraid (feat. Attitude) (produit avec Danja)
- 02. Maneater (produit avec Danja)
- 03. Promiscuous (feat. Timbaland) (produit avec Danja)
- 04. Glow (produit avec Danja)
- 06. No Hay Igual (produit avec Danja & Nisan Stewart)
- 08. Say It Right (produit avec Danja)
- 09. Do It (produit avec Danja)
- 11. Wait for You (produit avec Danja)
- 12. All Good Things (Come to an End) (produit avec Danja)
- 15. Maneater remix (feat. Lil Wayne) (produit avec Danja)

### Busta Rhymes-The Big Bang
- 13. Get Down (feat. Timbaland) (produit avec Nisan Stewart)

### Danity Kane-Danity Kane
- 03. Want It (produit avec Danja)
- 04. Right Now (produit avec Danja)

### Justin Timberlake-FutureSex/LoveSounds
- 01. FutureSex/LoveSounds (produit avec Danja et Justin Timberlake)
- 02. SexyBack (feat. Timbaland) (produit avec Danja et Justin Timberlake)
- 03. Sexy Ladies - Let Me Talk to You (Prelude) (produit avec Danja et Justin Timberlake)
- 04. My Love (feat. T.I.) (produit avec Danja et Justin Timberlake)
- 05. LoveStoned/I Think She Knows Interlude (produit avec Danja et Justin Timberlake)
- 06. What Goes Around.../...Comes Around Interlude (produit avec Danja et Justin Timberlake)
- 07. Chop Me Up (feat. Timbaland & Three 6 Mafia) (produit avec Danja et Justin Timberlake)
- 09. Summer Love - Set the Mood (Prelude) (produit avec Danja et Justin Timberlake)
- 10. Until the End of Time (feat. The Benjamin Orchestra Wright) (produit avec Danja et Justin Timberlake)
- 11. Losing My Way (produit avec Danja et Justin Timberlake)

### Chingy-Hoodstar
- 12. Let Me Luv U (feat. Keri Hilson)

### Lloyd Banks-My Housesingle
- 00. My House (feat. 50 Cent) (produit avec Danja)

### Raskal
- 00. Get on the Bus (feat. Missy Elliott)

### Attitude
- 00. Respect (feat. Busta Rhymes)

### Diddy-Press Play
- 14. After Love (feat. Keri Hilson) (produit avec Danja)

### Snoop Dogg-Tha Blue Carpet Treatment
- 07. Get a Light (feat. Damian Marley) (produit avec Danja)

### Omarion-21
- 02. Ice Box (feat. Timbaland) (produit avec King Logan & Sir John de The Royal Court)
- 09. Beg for It (produit avec King Logan & Sir John de The Royal Court)
- 00. Ice Box (The Clutch Re-Write) (feat. Usher)

### Ginuwine-Greatest Hits
- 01. What's So Different?
- 03. Pony (Extended Mix)
- 05. So Anxious
- 08. None of Ur Friends Business (Radio Edit)
- 10. You Owe Me (feat. Nas)
- 11. Same Ol' G

### Young Jeezy-The Inspiration
- 07. 3 A.M. (feat. Timbaland)

## 2007

### Spitfiya
- 00. Hit U Wit No Delay (feat. Timbaland)

### Beyoncé Knowles-IrreplaceableEP
- 08. Get Me Bodied (Timbaland Remix) (feat. Voltio) (produit avec King Logan & Jerome Harmon de The Royal Court)

### Redman-Red Gone Wild
- 03. Put It Down (feat. DJ Kool)

### Timbaland-Timbaland Presents Shock Value
- 01. Oh Timbaland
- 02. Give It to Me (feat. Nelly Furtado & Justin Timberlake) (coproduit par Danja)
- 03. Release (feat. Justin Timberlake)
- 04. The Way I Are (feat. Keri Hilson & D.O.E.) (coproduit par Danja)
- 05. Bounce (feat. Dr. Dre, Missy Elliott & Justin Timberlake)
- 06. Come & Get Me (feat. 50 Cent & Tony Yayo) (coproduit par Danja)
- 07. Kill Yourself (feat. Sebastian & Attitude)
- 08. Boardmeeting (feat. Magoo) (coproduit par Danja)
- 10. Scream (feat. Keri Hilson & Nicole Scherzinger) (coproduit par Danja)
- 12. Bombay (feat. Amar & Jim Beanz)
- 13. Throw It on Me (feat. The Hives)
- 14. Time (feat. She Wants Revenge)
- 15. One & Only (feat. Fall Out Boy) (produit avec Hannon Lane)
- 16. Apologize (feat. OneRepublic) (produced with Greg Wells et Ryan Tedder)
- 17. 2 Man Show (feat. Elton John) (produced with Danja & Elton John)
- 18. Hello (feat. Keri Hilson & Attitude) (titre bonus)
- 19. Come Around (feat. M.I.A.) (titre bonus Royaume-Uni
- 00. Give It to Me (Laugh At Em Remix) (feat. Justin Timberlake & Jay-Z) (coproduit par Danja)
- 00. I See You (feat. Attitude & D.O.E.) (non commercialisé)
- 00. Covers Blown (feat. Keri Hilson, Sebastian & Attitude) (non commercialisé)

### Björk-Volta
- 01. Earth Intruders (produit avec Björk et Danja)
- 04. Innocence (produit avec Björk et Danja)
- 08. Hope (écrit avec Björk, percussions séquencées par Danja)

### Bobby Valentino-Special Occasion
- 02. Anonymous (feat. Timbaland) (produit avec King Logan & Jerome "J-Roc" Harmon de The Royal Court)
- 05. Rearview (Ridin') (feat. Ludacris) (produit avec King Logan & Jerome Harmon de The Royal Court)

### Tank-Sex, Love & Pain
- 12. I Love Them Girls (Timbaland Remix)

### Rihanna-Good Girl Gone Bad
- 08. Sell Me Candy
- 09. Lemme Get That
- 10. Rehab (coproduit par Hannon Lane)
- 00. Rehab (Timbaland Remix)[2]

### Fabolous-From Nothin' to Somethin'
- 04. Make Me Better (feat. Ne-Yo)

### M.I.A.-Kala
- 12. Come Around (feat. Timbaland)

### 50 Cent-Curtis
- 07. Ayo Technology (feat. Justin Timberlake & Timbaland) (coproduit par Danja)

### Kanye West-Graduation
- 03. Stronger (programmation additionnelle)
- 05. Good Life (feat. T-Pain) (programmation additionnelle)

### Bande originale deFeel the Noise
- 01. Omarion feat. Kat Deluna - Cut Off Time

### Duran Duran-Red Carpet Massacre
- 03. Nite Runner (feat. Justin Timberlake & Timbaland) (produit avec Duran Duran, Justin Timberlake et Danja)
- 06. Skin Divers (feat. Timbaland) (produit avec Danja et Duran Duran)
- 09. Zoom In (produit avec Duran Duran et Danja)

### OneRepublic-Dreaming Out Loud
- 13. Apologize (Remix)

### Mario-Go!
- 07. No Definition (produit avec King Logan & Jerome "J-Roc" Harmon de The Royal Court)

### Paula DeAnda-Paula DeAnda
- 03. Easy feat. (Lil Wayne) (produit par Danja, production additionnelle de Timbaland)
- 03. Easy feat. (Bow Wow) (Remix) (produit par Danja, production additionnelle de Timbaland)
- 17. Facil (produit par Danja, production additionnelle de Timbaland)

## 2008

### Missy Elliott- Bande originale deSexy Dance 2
- 02. Shake Your Pom Pom  (produit avec Missy Elliott)

### Jay-Z
- 00. Ain't I (feat. Timbaland)

### Nicole Scherzinger
- 00. Physical (feat. Timbaland) (produit avec Danja)
- 00. Zoo
- 00. Magic (Demo For Pussycat Dolls)

### Cheri Dennis-In and Out of Love
- 11. Act Like You Know

### Timbaland-Timbaland's V-Cast Tune
- 01. Keri Hilson - Get It Girl (produit avec Danja)

### Flo Rida-Mail on Sunday
- 03. Elevator (feat. Timbaland) (coproduit par Hannon Lane)

### M. Pokora-MP3
- 01. Dangerous (feat. Timbaland & Sebastian) (coproduit par Hannon Lane)[3]
- 02. Catch Me if You Can (coproduit par Hannon Lane)
- 04. No Me Without You (coproduit par Hannon Lane)
- 12. Why Do You Cry? (coproduit par Hannon Lane)
- 13. Like a Criminal (coproduit par Hannon Lane)

### Ashlee Simpson-Bittersweet World
- 01. Outta My Head (Ay Ya Ya) (produit avec King Logan & Jerome Harmon de The Royal Court)
- 03. Rulebreaker (produit avec King Logan & Jerome Harmon de The Royal Court)
- 06. Ragdoll (produit avec King Logan & Jerome Harmon de The Royal Court)
- 07. Bittersweet World (produit avec King Logan & Jerome Harmon de The Royal Court)
- 08. What I've Become (produit avec King Logan & Jerome Harmon de The Royal Court)
- 10. Murder (feat. Izza Kizza) (produit avec King Logan & Jerome Harmon de The Royal Court)

### Madonna-Hard Candy
- 02. 4 Minutes (feat. Justin Timberlake & Timbaland) (produit avec Danja et Justin Timberlake)
- 05. Miles Away (produit avec Danja et Justin Timberlake)
- 09. Dance 2night (produit avec Justin Timberlake et coproduit par Hannon Lane)
- 11. Devil Wouldn't Recognize You (produit avec Danja et Justin Timberlake)
- 12. Voices (produit avec Danja, Hannon Lane et Justin Timberlake)
- 00. 4 Minutes (Timbaland's Mobile Underground Remix)
- 00. Latte (produit avec Danja)
- 00. Latte (alternate version) (produit avec Danja)
- 00. Animal (produit avec Danja)
- 00. Across The Sky (feat. Justin Timberlake) (produit avec Danja)
- 00. Across The Sky (version alternative) (produit avec Danja)

### The Music ofGrand Theft Auto IV
- 03. The Rapture - No Sex For Ben

### New Kids on the Block-The Block
- 09. Twisted (produit avec Jerome "J-Roc" Harmon)

### The Pussycat Dolls-Doll Domination
- 09. Magic (produit avec Jerome "J-Roc" Harmon)
- 10. Halo (produit avec Jerome "J-Roc" Harmon)
- 11. In Person (produit avec Jerome "J-Roc" Harmon)
- 15. Whatchamacallit (produit avec Jerome "J-Roc" Harmon)

### Jennifer Hudson-Jennifer Hudson
- 03. Pocketbook (feat. Ludacris) (produit avec Jim Beanz)

### The D.E.Y.-The DEY Has Come
- 07. Get The Feeling (produit avec The Royal Court)

### Jamie Foxx-Intuition
- 02. I Don't Need It (feat. Timbaland) (produit avec Jerome "J-Roc" Harmon)
- 17. Street Walker (titre bonus Royaume-Uni) (produit avec Jerome "J-Roc" Harmon)

### Brandy
- 00. Drum Life (produit avec Jerome "J-Roc" Harmon)
- 00. Drum Life (alternate version) (feat. James Fauntleroy) (produit avec Jerome "J-Roc" Harmon)
- 00. Believer (produit avec Jerome "J-Roc" Harmon)
- 00. Who's The Loser Now (feat. Timbaland) (produit avec Jerome "J-Roc" Harmon)
- 00. Home (produit avec Jerome "J-Roc" Harmon)

### T.O.K.-Our World
- 00. Keep It Hush

### James Fauntleroy
- 00. Back Together (feat. Timbaland) (démo pour Nicole Scherzinger) (produit avec Jerome "J-Roc" Harmon)
- 00. Believer (feat. Timbaland) démo pour Brandy) (produit avec Jerome "J-Roc" Harmon)
- 00. Let's Do It (feat. Timbaland) (démo pour Brandy) (produit avec Jerome "J-Roc" Harmon)
- 00. Who's The Loser Now (feat. Timbaland) (démo pour Brandy) (produit avec Jerome "J-Roc" Harmon)
- 00. Home (démo pour Brandy) (produit avec Jerome "J-Roc" Harmon)
- 00. Stop Me (démo pour Chris Cornell) (produit avec Jerome "J-Roc" Harmon)
- 00. Paper, Scissors, Rock (feat. Timbaland) (démo pour Chris Brown) (produit avec Jerome "J-Roc" Harmon)
- 00. Fire
- 00. Naked Weapon (feat. Timbaland)

### Bobby Valentino
- 00. Pull It Off (produit avec The Royal Court)

### Timbaland
- 00. Talk That (feat. T-Pain & Missy Elliott)
- 00. Talk That (feat. T-Pain & Missy Elliott & Lil Wayne)
- 00. Talk That (feat. T-Pain & Missy Elliott & Akon)
- 00. Say (feat. T-Pain)

## 2009

### Jonas Brothers-Verizon Wireless BlackBerry Storm exclusive
- 00. Tonight (Timbaland Remix)[4]

### Chris Cornell-Scream
- 01. Part of Me (produit avec Jerome "J-Roc" Harmon)
- 02. Time (produit avec Jerome "J-Roc" Harmon)
- 03. Sweet Revenge (produit avec Jerome "J-Roc" Harmon)
- 04. Get Up (produit avec Jerome "J-Roc" Harmon)
- 05. Ground Zero (produit avec Jerome "J-Roc" Harmon)
- 06. Never Far Away (produit avec Jerome "J-Roc" Harmon)
- 07. Take Me Alive (produit avec Jerome "J-Roc" Harmon)
- 08. Long Gone (feat. Timbaland) (produit avec Jerome "J-Roc" Harmon)
- 09. Scream (feat. Timbaland) (produit avec Jerome "J-Roc" Harmon)
- 10. Enemy (produit avec Jerome "J-Roc" Harmon et King Logan)
- 11. Other Side of Town (produit avec Jerome "J-Roc" Harmon)
- 12. Climbing Up The Walls (produit avec Jerome "J-Roc" Harmon)
- 13. Watch Out (produit avec Jerome "J-Roc" Harmon)
- 14. Two Drink Minimum (produit avec Jerome "J-Roc" Harmon)
- 15. Ordinary Girl (produit avec Jerome "J-Roc" Harmon)
- 16. Lost Cause (produit avec Jerome "J-Roc" Harmon)
- 17. Do Me Wrong (produit avec Jerome "J-Roc" Harmon)

### Keri Hilson-In a Perfect World...
- 01. Intro (production additionnelle par Danja)[5]
- 04. Return the Favor (feat. Timbaland) (production additionnelle par Walter 'E-Knock' Millsap)
- 08. Intuition (production additionnelle par Danja)
- 09. How Does It Feel (produit avec Danja)
- 14. Where Did He Go (produit avec Danja)
- 17. Hurts Me (produit avec Hannon Lane)
- 00. Mic Check (feat. Timbaland & Akon) (non commercialisé)
- 00. Love Ya (non commercialisé)
- 00. Rumors (feat. Timbaland & Jay-Z) (non commercialisé)
- 00. Henny & Apple Juice (Happy Juice) (feat. Snoop Dogg & Stat Quo) (non commercialisé) (coproduit par Danja)
- 00. The Ring (non commercialisé)

### Ginuwine-A Man's Thoughts
- 08. Get Involved (feat. Missy Elliott & Timbaland) (produit avec Jerome "J-Roc" Harmon)

### Jay-Z-The Blueprint 3
- 08. Off That (feat. Drake) (produit avec Jerome "J-Roc" Harmon)
- 10. Venus vs. Mars (produit avec Jerome "J-Roc" Harmon)
- 13. Reminder (produit avec Jerome "J-Roc" Harmon)
- 00. Ghetto Techno (produit avec Jerome "J-Roc" Harmon) (non commercialisé)

### Wyclef Jean-From the Hut, To the Projects, To the Mansion
- 07. More Bottles (feat. Timbaland) (produit avec Wyclef Jean)

### Shakira-She Wolf
- 13. Give It Up to Me (feat. Timbaland & Lil Wayne) (produced with Jerome "J-Roc" Harmon)

### Birdman-Pricele$$
- 05. Pricele$$ (feat. Lil Wayne)

### Timbaland-Timbaland Presents Shock Value II
- 01. Intro par DJ Felli Fel
- 02. Carry Out (feat. Justin Timberlake) (produit avec Jerome "J-Roc" Harmon)
- 03. Lose Control (feat. JoJo) (coproduit par Jerome "J-Roc" Harmon)
- 04. Meet In Tha Middle (feat. Bran'Nu) (produit par Polow Da Don, coproduit par Timbaland)
- 05. Say Something (feat. Drake) (coproduit par Jerome "J-Roc" Harmon)
- 06. Tomorrow In A Bottle (feat. Chad Kroeger & Sebastian) (coproduit par Jerome "J-Roc" Harmon, production additionnelle par Wizz Dumb)
- 07. We Belong To The Music (feat. Miley Cyrus) (coproduit par Jerome "J-Roc" Harmon)
- 08. Morning After Dark (feat. Nelly Furtado & SoShy) (coproduit par Jerome "J-Roc" Harmon)
- 09. If We Ever Meet Again (feat. Katy Perry) (produit par Jim Beanz & Timbaland)
- 10. Can You Feel It (feat. Sebastian & Esthero) (coproduit par Jerome "J-Roc" Harmon)
- 11. Ease Off The Liquor (coproduit par Jerome "J-Roc" Harmon)
- 12. Undertow (feat. The Fray & Esthero) (produit par The Fray et Timbaland, production additionnelle par Jerome "J-Roc" Harmon)
- 13. Timothy Where You Been (feat. Jet) (produit avec Jerome "J-Roc" Harmon)
- 14. Long Way Down (feat. Daughtry) (produit avec Jerome "J-Roc" Harmon)
- 15. Marching On (feat. OneRepublic) (produit par Ryan Tedder et Timbaland)
- 16. The One I Love (feat. Keri Hilson & D.O.E.) (produit avec Jerome "J-Roc" Harmon)
- 17. Symphony (feat. Attitude, Bran'Nu & D.O.E.) (coproduit par Jerome "J-Roc" Harmon, production additionnelle par J.Mizzle)

### Game(single promotionnel)
- 00. Krazy (feat. Gucci Mane & Timbaland)

### Timbaland (non commercialisés)
- 00. Crazy Girl (feat. Justin Timberlake) (produit avec Jerome "J-Roc" Harmon)
- 00. The One I Love (feat. Keri Hilson, Chris Brown & D.O.E.) (produit avec Jerome "J-Roc" Harmon)
- 00. Fair Note

## 2010

### 50 Cent(non commercialisé)
- 00. You Should Be Dead

### T.I.-Fuck A Mixtape
- 08. Here We Go Again

### Drake-Thank Me Later
- 14. Thank Me Now[6]

### Keri Hilson-No Boys Allowed
- 08. Breaking Point (produit avec Jerome "J-Roc" Harmon)
- 09. Beautiful Mistake (produit avec Jerome "J-Roc" Harmon)
- 14. Lie to Me (feat. Timbaland) (produit avec Jerome "J-Roc" Harmon)
- 15. Won't Be Long (feat. Timbaland) (produit avec Jerome "J-Roc" Harmon)
- 19. Drippin (JP iTunes Bonus Track) (produit avec Jerome "J-Roc" Harmon)

### Michelle Branch- publicité pour laMini Countryman
- 00. Getaway

### Usher(non commercialisé)
- 00. Mayday (feat. Sean Garrett) (produit avec The Royal Court)

### Timbaland-Shock Value II: The Essentials
- 07. Talk That (feat. T-Pain & Billy Blue) (produit avec Jerome "J-Roc" Harmon)
- 08. I'm In Love With You (feat. Tyson Ritter de The All-American Rejects) (produit avec Jerome "J-Roc" Harmon)

### Keyshia Cole-Calling All Hearts
- 09. Last Hangover (feat. Timbaland) (produit avec Jerome "J-Roc" Harmon)

## 2011

### Timbaland Thursdays
- 01. Take Ur Clothes Off (avec Missy Elliott)[7]
- 02. Round Da Way Tim[8] (chœurs par Wizz Dumb) (production additionnelle par Danja)
- 03. Lil' Apartment (with Attitude & Six2) (produit avec Danja)
- 04. 808 (with Brandy) (produit avec Jim Beanz)
- 05. You Lied, You Cheated (avec Keri Hilson) [9]
- 06. Mentally (avec Lyrica Anderson)
- 07. Hot Mess (avec J'Royal Price & JimmyCodean) (produit avec Wizz Dumb)
- 08. Whenever You Like (avec Bran'Nu)
- 09. Automatic (avec Six2 & Attitude)
- 10. All Yall (avec Attitude & Short Dawg)
- 11. F*ck You (avec Attitude)
- 12. Not My Happiness
- 14. Slow Down (avec Blind Fury & Blind Fury)
- 15. Magoo Verse (avec Magoo)
- 16. Nothing to Say (avec Eve)
- 17. 90 (aec Sincere)
- 18. See You Again (avec Tawanna)

### Game -The Hangover mixtape
- 07. Get Familiar (feat. Timbaland)[10]

### Chris Brown-F.A.M.E.
- 16. Paper, Scissors, Rock (feat. Big Sean & Timbaland) (produit avec Jerome "J-Roc" Harmon)
- 18. Talk Ya Ear Off (titre bonus pour le Japon)

### Lil Wayne-Tha Carter IV(Édition DeluxeiTunes)
- 19. Up Up and Away (produit avec Wizz Dumb)

### Demi Lovato-Unbroken
- 01. All Night Long (feat. Missy Elliott & Timbaland) (produit avec Jerome "J-Roc" Harmon)
- 04. Together (feat. Jason Derülo) (produit avec Jim Beanz)
- 05. Lightweight (produit avec Jim Beanz)

### Bande originale deReal Steel
- 08. Give It A Go (Timbaland feat. Veronica)

### Short Dawg -Coast 2 Coast Mixtapes Presents: The Adventures Of Drankenstein (Mixtape)
- 03. Bone (feat. Z-Ro)

### Ricky Martin(non commercialisé)
- 00. I Just Wanna Feel Real Love (Bare My Soul)

### Western Union Singing Telegram
- 00. Little Drummer Boy (Timbaland feat. Lyrica Anderson)
- 00. This Lady (Timbaland feat. Sebastian)

## 2012

### Timbaland feat. Ne-Yo - Bande originale deSexy Dance 4: Miami Heat
- 03. Hands In The Air

### Lyrica Anderson -King Me mixtape
- 11. Vampire (feat. Timbaland)

## 2013

### Short Dawg –Southern Flame Spitta Volume 5 (Mixtape)
- 01. You Know I'm Fresh (featuring Bun B)

### Justin Timberlake–The 20/20 Experience
- 01. "Pusher Love Girl" (produit avec Jerome "J-Roc" Harmon & Justin Timberlake)
- 02. "Suit and Tie" (featuring Jay-Z) (produit avec Jerome "J-Roc" Harmon & Justin Timberlake)
- 03. "Don't Hold the Wall" (produit avec Jerome "J-Roc" Harmon & Justin Timberlake)
- 04. "Strawberry Bubblegum" (produit avec Jerome "J-Roc" Harmon & Justin Timberlake)
- 05. "Tunnel Vision" (produit avec "J-Roc" Harmon & Justin Timberlake)
- 06. "Spaceship Coupe" (produit avec "J-Roc" Harmon & Justin Timberlake)
- 07. "That Girl" (produit avec Jerome "J-Roc" Harmon & Justin Timberlake)
- 08. "Let the Groove Get In" (produit avec Jerome "J-Roc" Harmon & Justin Timberlake)
- 09. "Mirrors" (produit avec Jerome "J-Roc" Harmon & Justin Timberlake)
- 10. "Blue Ocean Floor" (produit avec Jerome "J-Roc" Harmon & Justin Timberlake)

### Jay-Z–Magna Carta... Holy Grail
- 01. Holy Grail (feat. Justin Timberlake) (produit avec The-Dream, Jerome "J-Roc" Harmon & No I.D.)
- 02. Picasso Baby (produit avec Jerome "J-Roc" Harmon)
- 03. Tom Ford (produit avec Jerome Harmon)
- 04. FuckWithMeYouKnowIGotIt (feat. Rick Ross) (produit avec Boi-1da & Vinylz)
- 05. Oceans (feat. Frank Ocean) (produit avec Pharrell Williams)
- 06. F.U.T.W. (produit avec Jerome Harmon)
- 09. Heaven (produit avec The-Dream & Jerome Harmon)
- 10. Versus (produit avec Swizz Beatz & Jerome Harmon)
- 11. Part II (On the Run) (feat. Beyoncé) (produit avec Jerome Harmon)
- 13. BBC (produit avec Pharrell Williams)
- 14. Jay-Z Blue (produit avec Jerome Harmon)
- 15. La Familia (produit avec Jerome Harmon)

### Justin Timberlake–The 20/20 Experience: 2 of 2
- 01. Gimme What I Don't Know (I Want) (produit avec Jerome "J-Roc" Harmon & Justin Timberlake)
- 02. True Blood (produit avec Jerome "J-Roc" Harmon & Justin Timberlake)
- 03. Cabaret (featuring Drake) (produit avec Jerome "J-Roc" Harmon & Justin Timberlake & Daniel Jones en tant que producteur additionnel uniquement)
- 04. TKO (produit avec Jerome "J-Roc" Harmon & Justin Timberlake)
- 05. Take Back the Night (produit avec Jerome "J-Roc" Harmon & Justin Timberlake)
- 06. Murder (featuring Jay Z) (produit avec Jerome "J-Roc" Harmon & Justin Timberlake)
- 07. Drink You Away (produit avec Jerome "J-Roc" Harmon & Justin Timberlake)
- 08. You Got It On (produit avec Jerome "J-Roc" Harmon & Justin Timberlake)
- 09. Amnesia (produit avec Jerome "J-Roc" Harmon & Justin Timberlake & Daniel Jones en tant que producteur additionnel uniquement)
- 10. Only When I Walk Away (produit avec Jerome "J-Roc" Harmon & Justin Timberlake)
- 11. Not a Bad Thing (produit avec Jerome "J-Roc" Harmon & Justin Timberlake)

Édition deluxe :
- 2. Electric Lady (produit avec Jerome "J-Roc" Harmon & Justin Timberlake)

### Agnez Mo-Agnez Mo
- 8. Be Brave

## 2014

### Agnez Mo-Coke Bottle (CDS)
- Coke Bottle feat. Timbaland & T.I.

(Produced By Wizz Dumb)

### Attitude-She Luv It
- She Luv It feat. Timbaland, Juicy J & T.I.

### Beyoncé-Beyoncé (Platinum Edition)
- Blow feat. Pharrell & Timbaland (Remix) (Produced With Pharrell Williams)
- Drunk In Love feat. Jay-Z & Kanye West (Remix) (Produced With Detail)

- Partition feat. Busta Rhymes & Azealia Banks (Remix) (Produced With J-Roc, Justin Timberlake & Key Wane)

### BK Brasco-18th Floor Thompson Hotel Edition
- 6 Figures (Produced With B. Howard)
- Big Spenda feat. Pusha T. & Timbaland

### Coldplay-Ghost Stories
- True Love feat. Davide Rossi (Bass Drums By Timbaland)

### Emerson Windy-Herojuana
- Come Get It
- #DOPE (Produced With Jazzfeezy) *
- Club Killa

### Fat Joe
- Quiero Fruta

### Gunplay
- Scuffed Timbs feat. Rick Ross

### Jason Derulo-Talk Dirty
- Bubblegum feat. Tyga

(Produced With Jim Beanz)

### Jennifer Hudson-JHUD
- Walk It Out feat. Timbaland

### Jo'zzy-Tryna Wife
- Tryna Wife feat. Timbaland & Mase (June 16) (Single)

(Produced By Wizz Dumb)

### Justin Timberlake
Not A Bad Thing (Radio Edit)
(Produced With Justin Timberlake & J-Roc)

### Karl Wolf-Stereotype
- Magic Hotel feat. Timbaland & BK Brasco

### Michael Jackson-Xscape
- Blue Gangsta (Produced With King Logan, Daniel Jones, J-Roc, Michael Jackson & Dr. Freeze)
- Chicago (Produced With J-Roc, Michael Jackson & Cory Rooney)
- Do You Know Where Your Children Are (Produced With J-Roc & Michael Jackson)
- Loving You (Produced With J-Roc & Michael Jackson)
- Slave To The Rhythm (Produced With J-Roc, L.A. Reid & Babyface)

- Love Never Felt So Good feat. Justin Timberlake (Produced With J-Roc, Michael Jackson & Paul Anka)

### Nate Dogg
- Gott Damn Shame feat. Timbaland

- Born To Mac

### Noelia
- Spell feat. Peter Dranga & Timbaland (Single)

### Nyemiah Supreme
- Make It feat. Timbaland

### OK MAYDAY
- Cease Fire

### Rick Ross-Mastermind
- FuckWithMeYouKnowIGotIt (Reprise) (Produced With Boi-1da, Vinylz & J-Roc)

- If They Knew feat. K. Michelle (Single)
- Movin' Bass feat. Jay-Z

- Movin' Bass feat. Tink & Jay-Z (Alternate Version)

### Timbaland-Pepsi Beats Of The Beautiful Game
- Whoever We Are feat. Rachel Assil

### Tink
- Around The Clock feat. Charlamagne Tha God

- Tell The Children

- Black Sheep
- Doesn't Take Much
- UFO feat. André 3000 & Timbaland

### V. Bozeman
- CALIFORN-I-A feat. Timbaland

## 2015

### Attitude
- The Signs feat. Tweet & Timbaland

(Produced With The Oracle)

### Becky G-Empire Season 2
- New New

### Bryson Tiller-Trapsoul
- Sorry Not Sorry

- Been That Way

### DJ E-Feezy-The Wolf Of South Beach
- Spotlight feat. Agnes Monica & Timbaland *

### Jim Beanz-Empire OST
- Hustle Hard

(Produced With Jim Beanz)

### Jodeci-The Past, The Present, The Future
- Those Things
- Incredible

(All Tracks Produced With DeVante Swing)

### JR Castro
- FMN feat. Timbaland *

### Jussie Smollett-Empire OST
- Good Enough
- Keep Your Money
- Nothing To Lose
- Tell The Truth
- Up All Night

- When Love Finds U * (Produced With Kaui Williams)

- Live In The Moment
- No Apologies

### Lyrica Anderson-Christmas Baby (EP)
- Drummer Boy

### Monica-Code Red
- All Men Lie feat. Timbaland
- Call My Name
- Love Just Ain't Enough feat. Timbaland

### Pusha T.-King Push – Darkest Before Dawn: The Prelude
- Retribution feat. Kehlani
- Got 'Em Covered feat. Ab Liva (Produced With Milli)
- Untouchable (Produced With Milli) *

### Serayah McNeil & V. Bozeman-Empire OST
- Bad Girl

- Keep It Movin'

- Nothing To Lose

(Produced With Jim Beanz)
Timbaland - King Stays King
1. Get No Betta feat. Mila J
2. Shakin' feat. Aaliyah & Strado
3. Dem Jeans feat. Migos
4. Frenemies feat. Sy Ari Da Kid & Tink
5. Tables feat. Obsessed & Tink
6. Servin' feat. Blaze Serving & Tweezie
7. Didn't Do It feat. Young Thug
8. Callin' & Callin' feat. Young Crazy & Breeze Barker
9. Where You At With It feat. Blaze Serving
10. Shawty feat. Rich Homie Quan
11. This Me, Fuck It feat. 2 Chainz
12. All I See Is You feat. Sequence
13. Drama Queen feat. Tink
14. Go Ahead (Boo Boo Kitty) feat. Wedding Crashers, Goldy & Cynthia
15. Drug Dealer feat. Rico Richie
16. You Held It Down feat. Bankroll & Obsessed
17. On My Way feat. Meechie

### The Midnight SportsCenter
- The Midnight SportsCenter Theme *

### Tink
- Ratchet Commandments

- Dinero *

- Million

- That's My Shit feat. Timbaland & Justin Timberlake
- Pretty Nonsense

- Trust No One *

- L.E.A.S.H. *

### V. Bozeman
- Black & Blue
- What Is Love

- Pull My Hair Out *
- No Love
- Renegade

### Wynter Gordon
Untitled

### Empire OST
- Armani
- Right There

- ‘Bout To Blow feat. Timbaland *

- Dynasty *

### YT Triz-Dysfunctional
- Champagne Campaign

### Zendaya
- Close Up

## 2016

### Eric Nam
- Body feat. Timbaland *

### Jack & Jack
- All Weekend Long

### Jane Zhang
- Dust My Shoulders Off feat. Timbaland

### Jermaine Dupri&Da Brat
- Alessandro Michele *

### Justin Timberlake
- September

(Produced With Maurice White)

### Matheo
- Swiat U Stóp feat. Popek & Sobota

### Rihanna
- Yeah, I Said It

### Snoop Dogg-CoolAid
- Got Those

### Sy Ari Da Kid
- Frenemies feat. Tink

### Tamela Mann
- Through It All feat. Timbaland *

### Ten Typ Mes
- Znajdz Klopoty

### Timbaland& Dalton Diehl
- Harmony

(Produced With Angel Lopez) *

### The Daily Show Theme
(Produced With King Logan)

### Timbaland
- Don't Get No Betta feat. Mila J

(Produced With Kaui)
- Move The World feat. Raja Kumari *

### NBA Playoff Commercial
- Every Second Counts

### Tdot illdude
- No One

### Tweet
- Somebody Else Will feat. Missy Elliott

### Tink
- 4 Page Letter feat. Zendaya

- Circle The Block feat. Timbaland

- Show It
- Modern Wave feat. Timbaland

### 2018
Justin Timberlake - Man Of The Woods
Filthy
Sauce
Say Something featuring Chris Stapleton
Young Man
Maluma
- Mi Declaración feat. Timbaland & Sid

Meek Mill x Joyner Lucas
- Run It

NHS Voices
- With A Little Help From My Friends

Princess Nokia
- Erase The Hate (Anthem)

Ski Mask The Slump God
- Run
- With Vengeance feat. Offsett
- Worldwide

V Bozeman
- CALIFORN-I-A feat. Timbaland
- Ladylike
- Recovery
- Don't Know What U Got feat. Timbaland
- No Love Lost feat. Timbaland
- Ricky Bobby

Zayn
- Too Much feat. Timbaland

Wiz Khalifa
- What's The Play

## 2017
'''Brad Paisley'''
- Grey Goose Chase feat. Timbaland
- Solar Power Girl feat. Timbaland

(Produced With Brad Paisley)
Bruno Martini
* Road feat. Johnny Franco 
HoodyBaby - Kitchen 24: Slangin' Off Key
- Fresh feat. Yo Gotti & Maserati Ye *

Jack & Jack
- Last Thing

Jacob Banks
- Unknown (To You) (Timbaland Remix) *

Sam Smith 
- Pray (Single)

Sir Rosevelt
- Something 'Bout You
- The Bravest

(Co-Produced By Timbaland) *
Ski Mask The Slump God
- With Vengeance feat. Offsett *

Tdot illdude
- The Life feat. Candice *

Wisin
- Move Your Body feat. Timbaland & Bad Bunny

## 2018
'''Bruno Martin'''
- Youngr feat. Shaun Jacobs *

Jane Zhang
- Adam & Eve *

Justin Timberlake - Kitchen 24: Slangin' Off Key
- Filthy *
- Sauce *
- Say Something feat. Chris Stapleton *
- Young Man *

Maluma
- Mi Declaración feat. Timbaland & Sid *

Jacob Banks
- Unknown (To You) (Timbaland Remix) *

Meek Mill
- Run It feat. Joyner Lucas - Run It *

Muse
* Propaganda *
NHS Voices
- With A Little Help From My Friends *

PC Tweezie
- Already feat. Lil' Wayne *

Princess Nokia
- Erase The Hate (Anthem) *

The Internet
- Come Over (Timbaland Remix) *